# Dragon Ball Xenoverse 2
Dragon Ball Xenoverse 2 ist ein Fighting-Computer-Rollenspiel, das von dem japanischen Entwicklerstudio Dimps entwickelt und von Bandai Namco Entertainment 2016 für PlayStation 4, Xbox One und Microsoft Windows veröffentlicht wurde. 2017 wurde das Spiel für die Nintendo Switch portiert. Außerdem kam das Spiel für Googles Cloud-Gaming-Service Google Stadia am 17. Dezember 2019 auf den Markt. Es ist der Nachfolger von Dragon Ball Xenoverse.

## Spielhandlung
In Dragon Ball Xenoverse 2 übernimmt der Spieler einen Charakter aus einem zu Dragon Ball Z parallelem Universum, wobei er die Spezies des Charakters, zwischen Mensch, Sayajin, Majin, Freezers Clan und Namekianer selbst wählen kann. Der Spieler tritt der Zeitpatrullie bei, welche die Aufgabe hat, darauf zu achten, dass die Dragon Ball Z Geschichte ihren rechten Lauf nimmt, in dem er Gegner bekämpft. Der Spieler kann seinem Charakter verschiedene Kleidungs und Assessoirs kaufen, die ihm in den Kämpfen einen Vorteil verschaffen. Zudem kann er bei verschiedenen NPC Charakteren ein Training machen, was ihm auch dabei hilft stärker zu werden.

## Verkaufszahlen
Dragon Ball Xenoverse 2 wurde weltweit mehr als 1,4 Millionen Mal ausgeliefert. Bis zum 27. November 2016 wurden in Japan 87.105 Einheiten der PlayStation-4-Version des Spiels verkauft. Die Nintendo-Switch-Version des Spiels debütierte auf Nummer drei der japanischen Verkaufscharts, mit 24.045 verkauften Exemplaren. Bis 2018 wurde die Nintendo-Switch-Version von Dragon Ball Xenoverse 2.500.000 Mal weltweit verkauft. Bis Ende März 2019 wurde es weltweit über 5 Millionen Mal auf allen Plattformen verkauft.

## Rezeption
Dragon Ball Xenoverse 2 wurde von der Special-Interest-Presse gemischt aufgenommen. Auf Wertungsaggregator Metacritic hält die PlayStation-4-Version des Spiels – basierend auf 58 Bewertungen – einen Metascore von 72 von 100 möglichen Punkten. 4Players bewertete das Spiel mit 62 von 100 möglichen Punkten und vergab die Marke „Befriedigend“. Spieletipps gab dem Spiel eine Wertung von 83 von 100 Punkten, dazu schrieben sie Auf Son Goku und seine Freunde ist Verlass: Xenoverse 2 ist da! Wenn bei Dragon Ball die Fäuste fliegen, reiben sich Bildschirm-Kämpfer freudig die Hände.